# Sake kasu

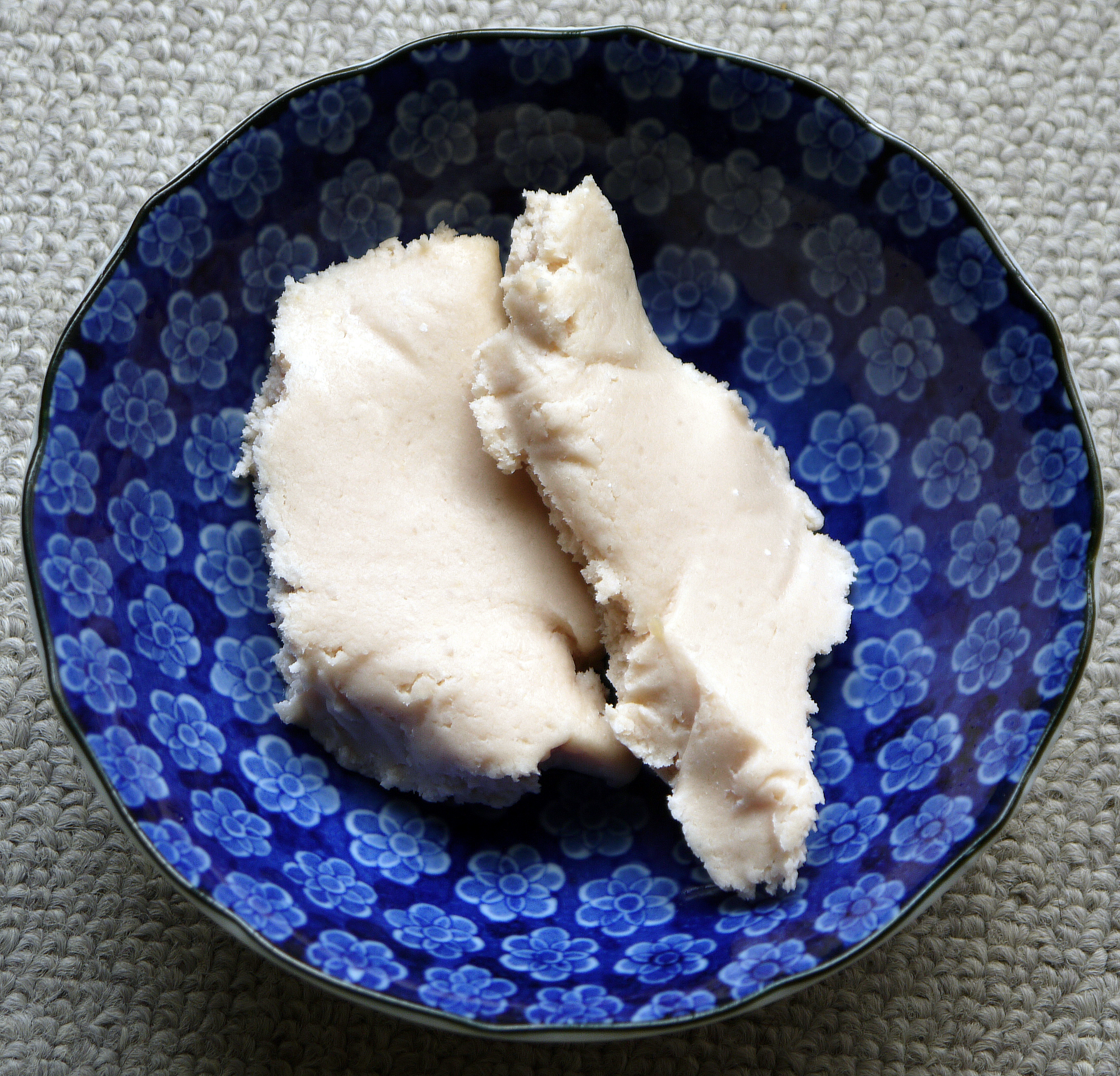
Sake kasu.

El sake kasu (酒粕?) es la pasta del arroz sobrante en la producción de sake. Puede usarse como agente para encurtir, como una pasta para añadir sabor a ciertas recetas y como marinada.
Al sake kasu se le atribuyen propiedades alimenticias de alto contenido proteico, conteniendo también toda la gama de aminoácidos y muchas vitaminas. Se dice que es mucho más nutritivo que el arroz.
Se prepara concentrando los residuos de la preparación del sake a una pasta uniforme que se fermenta unos 6 meses. A menos de 10 °C puede almacenarse durante 120 días, y a -10 °C durante más de 3 años sin alterar su contenido proteico. El producto final tiene un 8% de alcohol.